# Mozaika tytoniu
Mozaika tytoniu – wirusowa choroba tytoniu i innych gatunków z rodziny psiankowatych, wywołana przez wirus mozaiki tytoniu (tobacco mosaic virus, TMV). Wirus ten należy do jednoniciowych wirusów (+) ssRNA. Został jako pierwszy wyizolowany w postaci krystalicznej przez Wendella Stanleya w 1935 roku.

## Objawy
Symptomy chorobowe powodowane przez wirusa mozaiki zależą od rośliny żywicielskiej i mogą objawiać się mozaiką, sfałdowaniem liści (kędzierzawieniem), miotlastością, karłowaceniem oraz żółknięciem tkanek roślin. Ponadto objawy uzależnione są od wieku roślin żywicielskich, czynników środowiskowych, wirulencji wirusa oraz genetycznych właściwości żywiciela. Wirus atakujący pomidory powoduje spadek plonowania, zniekształcenie owoców, opóźnianie dojrzałości zbiorczej oraz nierównomierne wybarwienie owoców.

## Zwalczanie
Nie ma środków chemicznych zapobiegających lub zwalczających chorobę. Jedynymi sposobami przeciwdziałania jest stosowanie środków zapobiegawczych. Do najważniejszych należą:
- unikanie uprawy na miejscu gdzie w poprzednim roku wystąpiły objawy,
- stosowanie płodozmianu,
- dezynfekcja miejsca produkcji rozsady, a także narzędzi i sprzętu mających kontakt z rozsadą,
- eliminacja wszystkich roślin – w rozsadniku i w polu – wykazujących objawy mozaiki;
- usunięcie resztek pożniwnych, szczególnie jeśli zaobserwowano występowanie choroby[4].